# Bradysia pratincola
Bradysia pratincola är en tvåvingeart som beskrevs av Risto Kalevi Tuomikoski 1960. Bradysia pratincola ingår i släktet Bradysia och familjen sorgmyggor.
Artens utbredningsområde är Finland. Inga underarter finns listade i Catalogue of Life.